# Hiliotalua (Gido)
Hiliotalua is een bestuurslaag in het regentschap Nias van de provincie Noord-Sumatra, Indonesië. Hiliotalua telt 969 inwoners (volkstelling 2010).